# كرايغ ليزلي
كرايغ ليزلي (بالإنجليزية: Craig Lesley)‏ (1945)؛ روائي أمريكي.